# Caséologie
La caséologie est la science qui a pour objet l'étude, l'affinage et la connaissance du fromage.
L'étymologie du mot caséologie vient du mot latin caseus signifiant « fromage » (caséine) et du mot grec lógos (« science », « discours »).

## Domaine
Ses domaines d'applications vont de la transformation du lait à l’élaboration du fromage, ainsi que par extension à tous les domaines touchant de près ou de loin à la culture du fromage (dégustation, conservation et consommation du produit fini).